# Kaire Indrikson
Kaire Indrikson –en ruso, Кайре Индриксон– (1961) es una deportista soviética que compitió en natación. Ganó dos medallas en el Campeonato Europeo de Natación de 1977.

## Palmarés internacional
| Campeonato Europeo | Campeonato Europeo | Campeonato Europeo | Campeonato Europeo |
| Año                | Lugar              | Medalla            | Prueba             |
| ------------------ | ------------------ | ------------------ | ------------------ |
| 1977               | Jönköping (Suecia) | Medalla de plata   | 4 × 100 m estilos  |
| 1977               | Jönköping (Suecia) | Medalla de bronce  | 100 m espalda      |